# 3033 Holbaek
3033 Holbaek este un asteroid din centura principală, descoperit pe 5 martie 1984 de Karl Augustesen.